# Arcidiocesi di Trnava
L'arcidiocesi di Trnava (in latino Archidioecesis Tyrnaviensis) è una sede della Chiesa cattolica in Slovacchia suffraganea dell'arcidiocesi di Bratislava. Nel 2022 contava 463.365 battezzati su 631.461 abitanti. È retta dall'arcivescovo Ján Orosch.

## Territorio
L'arcidiocesi comprende la regione di Trnava ad eccezione dei distretti di Skalica e di Senica e della parte occidentale del distretto di Dunajská Streda. Comprende inoltre il distretto di Nové Mesto nad Váhom e parte del distretto di Trenčín nella regione di Trenčín e i distretti di Šaľa e di Komárno nella regione di Nitra.
Sede arcivescovile è la città di Trnava, dove si trova la cattedrale di San Giovanni Battista. Nell'arcidiocesi sorgono anche due basiliche minori: la basilica di San Nicola a Trnava e la basilica di Sant'Andrea a Komárno.
Il territorio è suddiviso in 144 parrocchie.

## Storia
L'amministrazione apostolica di Trnava fu eretta il 29 maggio 1922 e comprendeva quei territori dell'arcidiocesi di Esztergom che, dopo la fine della prima guerra mondiale, vennero a trovarsi in Cecoslovacchia. In precedenza, Trnava era stata per lungo tempo residenza degli stessi arcivescovi di Esztergom, costretti a lasciare la loro sede a causa dell'occupazione ottomana del Regno d'Ungheria.
Il 30 dicembre 1977 con la bolla Qui divino consilio di papa Paolo VI l'amministrazione apostolica fu elevata ad arcidiocesi metropolitana, la prima della Slovacchia, avendo come suffraganee tutte le diocesi slovacche di rito latino. Lo stesso giorno, per effetto della bolla Praescriptionum sacrosancti furono integrate nel suo territorio alcune parrocchie che appartenevano alla diocesi di Győr e all'abbazia territoriale di Pannonhalma.
Il 13 ottobre 1980, con la lettera apostolica Cultus S. Ioannis, papa Giovanni Paolo II ha confermato San Giovanni Battista, patrono principale dell'arcidiocesi.
Il 31 marzo 1995, con il riordino delle circoscrizioni cattoliche slovacche, l'arcidiocesi ha perduto le suffraganee di Spiš, Rožňava e Košice, con quest'ultima elevata ad arcidiocesi, e contestualmente ha assunto il nome di arcidiocesi di Bratislava-Trnava.
Il 14 febbraio 2008 in forza della bolla Slovachia sacrorum di papa Benedetto XVI l'arcidiocesi ha ceduto porzioni del suo territorio a vantaggio delle diocesi di Banská Bystrica e di Nitra e dell'erezione dell'arcidiocesi di Bratislava. Con la stessa bolla Trnava è divenuta arcidiocesi suffraganea di Bratislava; l'arcivescovo Ján Sokol conservò tuttavia il privilegio di indossare il pallio a titolo personale.

## Cronotassi dei vescovi
Si omettono i periodi di sede vacante non superiori ai 2 anni o non storicamente accertati.
- Pavol Jantausch † (29 maggio 1922 - 29 giugno 1947 deceduto)
- Ambróz Lazík † (8 luglio 1947 - 20 aprile 1969 deceduto) 
  - Sede vacante (1969-1973)
- Július Gábriš † (19 febbraio 1973 - 13 novembre 1987 deceduto[3])
- Ján Sokol (26 luglio 1989 - 18 aprile 2009 ritirato)
- Róbert Bezák, C.SS.R. (18 aprile 2009 - 2 luglio 2012 sollevato)
- Ján Orosch, dall'11 luglio 2013[4]

## Statistiche
L'arcidiocesi nel 2022 su una popolazione di 631.461 persone contava 463.365 battezzati, corrispondenti al 73,4% del totale.
| anno | popolazione | popolazione | popolazione | presbiteri | presbiteri | presbiteri | presbiteri                | diaconi | religiosi | religiosi | parrocchie |
| anno | battezzati  | totale      | %           | numero     | secolari   | regolari   | battezzati per presbitero | diaconi | uomini    | donne     | parrocchie |
| ---- | ----------- | ----------- | ----------- | ---------- | ---------- | ---------- | ------------------------- | ------- | --------- | --------- | ---------- |
| 1949 | 1.110.000   | 1.372.000   | 80,9        | 743        | 563        | 180        | 1.493                     |         | 308       | 1.389     | 422        |
| 1969 | 1.545.000   | 1.800.000   | 85,8        | 593        | 403        | 190        | 2.605                     |         | 275       | 1.186     | 435        |
| 1980 | 1.406.810   | 1.763.209   | 79,8        | 530        | 430        | 100        | 2.654                     |         | 128       | 710       | 449        |
| 1990 | 1.300.911   | 1.987.400   | 65,5        | 429        | 379        | 50         | 3.032                     |         | 60        | 547       | 435        |
| 1999 | 1.188.911   | 1.916.163   | 62,0        | 664        | 421        | 243        | 1.790                     | 1       | 445       | 1.073     | 446        |
| 2000 | 1.187.235   | 1.914.487   | 62,0        | 661        | 424        | 237        | 1.796                     | 2       | 397       | 1.063     | 445        |
| 2001 | 1.185.453   | 1.912.705   | 62,0        | 763        | 425        | 338        | 1.553                     | 6       | 524       | 1.141     | 446        |
| 2002 | 1.344.013   | 2.087.059   | 64,4        | 712        | 428        | 284        | 1.888                     | 7       | 493       | 1.120     | 448        |
| 2003 | 1.350.326   | 1.905.148   | 70,9        | 707        | 443        | 264        | 1.909                     | 5       | 464       | 1.123     | 447        |
| 2004 | 1.348.152   | 1.932.516   | 69,8        | 726        | 440        | 286        | 1.856                     | 7       | 471       | 1.371     | 447        |
| 2006 | 1.349.757   | 1.927.878   | 70,0        | 763        | 485        | 278        | 1.769                     | 5       | 466       | 968       | 449        |
| 2010 | 460.127     | 634.773     | 72,5        | 246        | 190        | 56         | 1.870                     |         | 71        | 357       | 149        |
| 2014 | 462.046     | 632.192     | 73,1        | 232        | 175        | 57         | 1.991                     |         | 66        | 255       | 142        |
| 2017 | 462.046     | 632.192     | 73,1        | 235        | 183        | 52         | 1.966                     | 2       | 60        | 224       | 144        |
| 2020 | 451.636     | 661.400     | 68,3        | 234        | 185        | 49         | 1.930                     | 3       | 59        | 193       | 144        |
| 2022 | 463.365     | 631.461     | 73,4        | 232        | 188        | 44         | 1.997                     | 2       | 55        | 198       | 144        |